# Alfredo Barrera Vásquez
Alfredo Barrera Vásquez (26 de noviembre de 1900-28 de diciembre de 1980) fue un antropólogo, lingüista, filólogo, profesor e investigador de la cultura maya precolombina mexicano, nacido en Maxcanú, estado de Yucatán. Sus contribuciones a la historia de México y de Yucatán son destacadas. Es considerado como uno de los más reputados mayistas y promotor de la literatura en lengua maya. 

## Datos biográficos
Sus padres fueron Narciso Barrera Madera y Eloísa Vásquez Bolívar. Fue bilingüe (maya-español) desde su infancia. A temprana edad viajó a Europa donde realizó sus estudios escolares hasta el bachillerato.
En 1917 regresó a Mérida, Yucatán para iniciar sus estudios en la escuela de Bellas Artes del estado, dos años más tarde viajó a la Ciudad de México para seguir estudiando pintura y grabado, además ingresó a la Escuela Nacional Normal de Maestros. En 1922 regresó a Mérida y ejerció la docencia en la escuela de Bellas Artes y la facultad de Ingeniería.
De 1927 a 1932 continuó sus estudios en Filosofía y Letras en la Ciudad de México, y viajó a España para estudiar letras españolas.

## Actividades profesionales
A su regreso a Mérida, en 1937 fue nombrado director del Museo Arqueológico e Histórico de Yucatán, fundó la Academia de la Lengua Maya, e intentó la fundación de un Instituto del Museo, pero su propuesta fue depuesta por la universidad. En 1939 fundó la biblioteca Crescencio Carrillo y Ancona, en 1940 fundó el Instituto de Etnografía, Historia y Bibliografía de Yucatán. 
En 1948 dirigió el Instituto de alfabetización para indígenas monolíngües en México. En 1949 ejerció el profesorado de lingüística y sociología de los países latinoamericanos en la Universidad de Tulane. En 1950 la Unesco lo designó jefe de programas para el estudio de las lenguas vernáculas en la educación. 
En 1953 la Unesco lo designó para colaborar con la administración italiana del entonces territorio de Somalia, y también para ayudar al gobierno boliviano a fin de obtener la ley de alfabetización.
En 1959 pudo cristalizar su idea del Instituto Yucateco de Antropología e Historia. En el mismo año fundó también en Yucatán, el Centro de Estudios Mayas, y en 1965, el Centro de Estudios Antropológicos. 
Su especialidad en el estudio de la cultura maya se centró en a la lingüística, la escritura maya, el calendario maya, la antropología, antropología aplicada, arqueología, antropología social, la etnohistoria y la etnobótanica. Fue miembro correspondiente de la Academia Mexicana de la Lengua, y miembro de la Academia Franciscana de la Historia con sede en Washington D. C.

## Obra
- "Baltasar Mutul, autor de un libro de Jesucristo y de un discurso sobre misa en lengua maya" en Maya research 2, pp 299-301 (1935)
- "La identificación de la Deidad E. de Schellhas" en Cuadernos mayas no.2 Mérida (1939a)
- "El Códice Pérez", basado en la compilación del filólogo mayista Juan Pío Pérez del siglo XIX. Revista Mexicana de Estudios Antropológicos, vol. 3, n.º 1 (1939)
- "El pulque entre los mayas" en Cuadernos mayas n.º 3 Mérida (1941a)
- "Sobre la significación de algunos nombres de signos del Calendario Maya" en Los mayas antiguos, pp. 81-85, México (1941)
- "Horóscopos mayas o el pronóstico de los libros, 20 signos del tzolkín, según los libros del Chilam Balam de Káua y de Maní" en Registro de cultura yucateca, año 1, n.º 6, pp. 4-33, México (1943).
- "Canción de la danza del arquero flechador" en Tlalocan vol. 1, n.º 4, pp. 273-277, Sacramento, California (1944).
- "La lengua maya de Yucatán, enciclopedia yucatanense 6:205-292" (1944).
- "Traducción de cantares mayas del S. XVIII", publicados en revista Tlalocan, Vol I, No.4" (1946)
- "Recopilación de cuentos mayas", número vigesimonoveno de la "Colección Lunes" (1947)
- "El libro de los libros del Chilam Balam de Chumayel" en colaboración con Silvia Rendón (1948)
- "The mayan chronicles" in Carnegie Institution of Washington, Publication 585 pp 1-86 Washington D. C. (1949)
- Traducción del maya al castellano del Códice de Calkiní. Gobierno de Campeche (1957)
- "El libro de los cantares de Dzitbalché", traducción con notas e introducción, Investigaciones INAH (1965)
- "Diccionario Maya Cordemex Maya-Español/Español-Maya". Coordinador del proyecto (1980)
- "Estudios lingüísticos, 2 volúmenes" (1980-1981)
- "¿Lo ignoraba usted?: el redescubrimiento de Yucatán en anécdotas sencillas". Obra póstuma (1986)
- "Los mayas: historia, literatura, teatro, danza", obra póstuma en la serie Cuadernos de Yucatán (1987)